# حيدر زاده محمد باشا
حيدر زاده محمد باشا سياسي عثماني شغل منصب والي مصر منذ 1646 حتى 1647. وكان هذا الوالي محمد باشا والمعروف ايضاً باسم (محمد باشا آل حيدر آغا) قبل ان تسند إليه إيالة مصر قد عُيِّن واليا على بغداد للفترة من 10 رجب سنة 1054ه‍/1644م، إلى 23 رجب سنة 1055ه‍/1645م، خلفاً للوالي دلي حسين باشا.